# لفيفة يسوع
لفيفة يسوع هو الكتاب الأكثر مبيعاً الذي نشر لأول مرة في عام 1972 وكتبه المؤلف الأسترالي دونوفان جويس. كان كتاب جويس رائداً لبعض الأفكار التي حقق فيها لاحقاً في شيفرة دافينتشي، وادعى أن يسوع الناصري ربما يكون قد مات بالفعل عن عمر يناهز 80 عاما في مسعدة بالقرب من البحر الميت، موقع الموقف الأخير الذي اتخذه المتمردون اليهود المتعصبون ضد الإمبراطورية الرومانية، بعد سقوط القدس وتدمير الهيكل الثاني.
ادعى جويس، وهو صحفي أسترالي، أنه رأى لفافة مسروقة من حفريات مسعدة. كتب أنها كانت واحدة من خمسة عشر لفافة اكتشفت أثناء الحفر هناك. يذكر كتابه أن لفائف السيرة الذاتية المسروقة كانت موقعة يشوع بن يعقوب بن جينيسارث، الذي وصف نفسه بأنه يبلغ من العمر ثمانين عاماً وأضاف أنه كان آخر ملوك إسرائيل الشرعيين. أصبح الاسم عند ترجمته إلى الإنجليزية يسوع من جينيسارث، ابن يعقوب. تعرف جويس المؤلف بأنه يسوع الناصري. يشير كتاب جويس كذلك إلى أن يسوع ربما نجا من الصلب، وكان حاضراً أثناء الحصار الروماني لمسعدة خلال الثورة اليهودية 66-74 م، وأنه تزوج مريم المجدلية وأنجب منها طفلاً.
ادعى جويس أنه حاول زيارة مسعدة في عام 1964 أثناء التنقيب الأثري ولكن منعه يغائيل يادين. وادعى جويس كذلك أن عالم آثار مجهول وفاسد، "دكتور غروسيه"، طلب منه المساعدة في تهريب "مخطوطة يسوع" خارج إسرائيل التي اكتشفت خلال تلك الحفريات. يقول جويس في كتابه أن اللفافة تسللت على متن طائرة من قبل الدكتور جروسيت، الذي أخذها على الأرجح إلى روسيا لإبرام صفقة مع القادة السوفييت.
اقترح جويس نظريات مثيرة للجدل تتعلق بتاريخ يسوع تسببت في غضب العديد من المسيحيين، والتي تلقى بسببها العديد من التهديدات بالقتل.